# Junior Adamu
Chukwubuike Junior Adamu (Kano, Nigeria, 6 de junio de 2001) es un futbolista austríaco que juega de delantero en el S. C. Friburgo de la Bundesliga alemana.

## Trayectoria
Comenzó su carrera en el equipo juvenil del GSV Wacker. En enero de 2014 llegó al Grazer AK. En 2015 llegó a la Academia del Red Bull Salzburgo, donde jugó en todos los equipos (sub-15, sub-16, sub-18).
En septiembre de 2017 formó parte por primera vez de la plantilla del F. C. Liefering. En este mes también debutó con el equipo de la Liga Juvenil de la UEFA, ya que entró contra el F. C. Girondins de Burdeos por Nicolas Meister.
Debutó como profesional jugando con el F. C. Liefering contra el WSG Tirol en noviembre de 2018 al entrar por Karim Adeyemi. También juega con la selección austriaca sub-19. En septiembre de 2020 debutó con el Red Bull Salzburgo en el partido de Copa contra el Schwarz-Weiß Bregenz. Entró en el minuto 75 por Masaya Okugawa.
El 15 de febrero de 2021 se marchó cedido al equipo de la Superliga suiza FC St. Gallen.
Marcó su primer gol con el Red Bull Salzburgo en la victoria por 1-0 en la liga contra el FC Admira Wacker Mödling el 14 de agosto de 2021. El gol selló la quinta victoria consecutiva del Salzburgo a domicilio, la racha más larga del club en una década. Tres días más tarde, hizo su primera aparición en la Liga de Campeones de la UEFA, entrando como suplente en la victoria por 2-1 en casa contra el campeón de la Superliga de Dinamarca, el Brøndby IF, en el partido de ida de la ronda de play-off. El 16 de febrero de 2022, marcó su primer gol en la Liga de Campeones de la UEFA en el empate a uno en casa contra el campeón de la Bundesliga, el Bayern de Múnich, en el partido de ida de la eliminatoria de octavos de final, tras entrar en sustitución de Noah Okafor.
El 22 de junio de 2023 se anunció su fichaje por el S. C. Friburgo alemán.

## Selección nacional
El 12 de noviembre de 2021 debutó con la selección de Austria en un partido de clasificación para el Mundial 2022 ante Israel.

## Estadísticas

### Clubes
Actualizado al último partido disputado el 21 de diciembre de 2024.
| Club                         | Div.          | Temporada     | Liga  | Liga  | Copas nacionales | Copas nacionales | Copas internacionales | Copas internacionales | Total | Total |
| Club                         | Div.          | Temporada     | Part. | Goles | Part.            | Goles            | Part.                 | Goles                 | Part. | Goles |
| ---------------------------- | ------------- | ------------- | ----- | ----- | ---------------- | ---------------- | --------------------- | --------------------- | ----- | ----- |
| F. C. Liefering · Austria    | 2.ª           | 2018-19       | 16    | 5     | —                | —                | —                     | —                     | 16    | 5     |
| F. C. Liefering · Austria    | 2.ª           | 2019-20       | 20    | 14    | —                | —                | —                     | —                     | 20    | 14    |
| F. C. Liefering · Austria    | 2.ª           | 2020-21       | 13    | 7     | —                | —                | —                     | —                     | 13    | 7     |
| F. C. Liefering · Austria    | Total club    | Total club    | 49    | 26    | 0                | 0                | 0                     | 0                     | 49    | 26    |
| F. C. St. Gallen · Suiza     | 1.ª           | 2020-21       | 14    | 6     | 4                | 2                | —                     | —                     | 18    | 8     |
| F. C. St. Gallen · Suiza     | Total club    | Total club    | 14    | 6     | 4                | 2                | 0                     | 0                     | 18    | 8     |
| Red Bull Salzburgo · Austria | 1.ª           | 2020-21       | 0     | 0     | 1                | 0                | 0                     | 0                     | 1     | 0     |
| Red Bull Salzburgo · Austria | 1.ª           | 2021-22       | 30    | 7     | 4                | 1                | 9                     | 1                     | 43    | 9     |
| Red Bull Salzburgo · Austria | 1.ª           | 2022-23       | 28    | 10    | 4                | 3                | 8                     | 1                     | 40    | 14    |
| Red Bull Salzburgo · Austria | Total club    | Total club    | 58    | 17    | 9                | 4                | 17                    | 2                     | 84    | 23    |
| S. C. Friburgo II · Alemania | 1.ª           | 2023-24       | 2     | 0     | —                | —                | —                     | —                     | 2     | 0     |
| S. C. Friburgo II · Alemania | Total club    | Total club    | 2     | 0     | 0                | 0                | 0                     | 0                     | 2     | 0     |
| S. C. Friburgo · Alemania    | 1.ª           | 2023-24       | 15    | 0     | 1                | 0                | 6                     | 1                     | 22    | 1     |
| S. C. Friburgo · Alemania    | 1.ª           | 2024-25       | 12    | 2     | 2                | 2                | —                     | —                     | 14    | 4     |
| S. C. Friburgo · Alemania    | Total club    | Total club    | 27    | 2     | 3                | 2                | 6                     | 1                     | 36    | 5     |
| Total carrera                | Total carrera | Total carrera | 150   | 51    | 16               | 8                | 23                    | 3                     | 189   | 62    |

## Palmarés

### Títulos nacionales
| Título          | Club               | País    | Año  |
| --------------- | ------------------ | ------- | ---- |
| Bundesliga      | Red Bull Salzburgo | Austria | 2022 |
| Copa de Austria | Red Bull Salzburgo | Austria | 2022 |
| Bundesliga      | Red Bull Salzburgo | Austria | 2023 |